# Episodi di Student Bodies (terza stagione)
La terza stagione della serie televisiva Student Bodies è stata trasmessa in anteprima in Canada dalla YTV.
L'episodio conclusivo della stagione e dell'intera serie è andato in onda il 19 febbraio 2000.
| nº | Titolo originale            | Titolo italiano | Prima TV Canada  | Prima TV Italia |
| -- | --------------------------- | --------------- | ---------------- | --------------- |
| 1  | The Junior Prom             |                 | 1999             |                 |
| 2  | Romeo's Wounded Knee        |                 | 1999             |                 |
| 3  | Dead Men Don't Go to Edison |                 | 1999             |                 |
| 4  | Kiss and Tell               |                 | 1999             |                 |
| 5  | Time to Try                 |                 | 1999             |                 |
| 6  | Victor Gets Drunk           |                 | 1999             |                 |
| 7  | The Reunion                 |                 | 1999             |                 |
| 8  | The Blow-Up                 |                 | 24 gennaio 2000  |                 |
| 9  | After High School           |                 | 31 gennaio 2000  |                 |
| 10 | Chris' Death                |                 | febbraio 2000    |                 |
| 11 | Romeo's Old Friend          |                 | 1999             |                 |
| 12 | The Break-Up                |                 | 12 febbraio 2000 |                 |
| 13 | The Triangle                |                 | 19 febbraio 2000 |                 |